# ローコストオペレーション
ローコストオペレーションとは経営学用語の一つ。経営が行われる場合に、そこでのあらゆる要素を分析した上でローコストの実現を目指すという取り組み。経営上でローコストを実現するというのは、多くの売り上げを出せているもののそれに対するコストが多くかかっていないという状態であり、これの実現のためには単に商品の仕入れ値を下げるだけでなく、仕入れ値が下がった商品の流通形態の効率化なども含めた経営を実現するということである。